# Lliga Popular de la Llibertat de Jammu i Caixmir
La Lliga Popular de la Llibertat de Jammu i Caiximir fou un partit polític musulmà de Caixmir que va prendre aquest nom el 22 d'abril de 2003. Abans es deia Lliga Popular de Jammu i Caixmir. El seu president es Mohammed Farooq Rehmani.